# الهيئة السعودية للمياه
الهيئة السعودية للمياه (المؤسسة العامة لتحلية المياه المالحة) سابقا، هي هيئة حكومية سعودية أُنشِئت في عام 1974م بمرسوم ملكي كريم برقم م/ 49 في 20 شعبان 1394هـ الموافق 7 سبتمبر 1974م، تعنى بتحلية مياه البحر، وإيصال المياه المحلاة المنتجة لمختلف مناطق المملكة العربية السعودية.

## مقدمة
تهدف الهيئة إلى تنظيم الأعمال والخدمات المتعلقة بأنشطة المياه والرقابة عليها وتطوير أساليبها؛ بما يسهم في تعزيز الاستدامة المائية وتحقيق أهداف رؤية المملكة.
```
تعنى الهيئة بتحلية مياه البحر، وإيصال المياه المحلاة المنتجة لمختلف مناطق المملكة العربية السعودية، تم إنشاؤها بمرسوم ملكي برقم م/49 في 1394/8/20هـ الموافق 1974/9/7م كمؤسسة حكومية مستقلة ذات شخصية اعتبارية، وحاصلة على شهادتي الاعتماد الدولي: (ISO:37301:2021) لنظام الالتزام المؤسسي و(ISO:31000:2018) لإدارة المخاطر، الصادرة عن المنظمة الدولية للمعايير (ISO).
[
7
]
```

يقع مقر الهيئة في الرياض، ولها تواجد عالمي من خلال أبحاثها المتقدمة وشراكاتها وتحالفاتها الإستراتيجية عبر القارات المختلفة، وهي تقود صناعة تحلية المياه بوصفها أكبر منتج للمياه المحلاة في العالم بحجم إنتاج يبلغ 5,9 مليون متر مكعب/اليوم، كما تتولى ذاتياً جميع أعمال التشغيل والصيانة في جميع محطاتها العاملة والبالغ عددها 32 محطة موزعة على 17 موقعاً على الساحلين الشرقي والغربي للمملكة.
كما تنقل المياه المحلاة المنتجة من جميع محطاتها ثنائية الغرض أو أحادية الغرض إلى الجهات المستفيدة عبر أنظمة نقل متكاملة وخطوط أنابيب طولها الإجمالي حوالي 8,400 كيلو متر، حيث يتم ضخ المياه عبر 63 محطة لضخ المياه إلى الخزانات البالغ عددها 286 خزاناً، بسعة استيعابية إجمالية 16,6 مليون متر مكعب.
وتُولي الهيئة أهمية كبرى للبحث العلمي لما له من دور فاعل في دفع عجلة النمو والتطوير الاقتصادي والصناعي والاجتماعي، وذلك من خلال معهد الأبحاث وتقنيات التحلية بالجبيل، المعهد الأكبر في الشرق الأوسط في مجال تقنيات تحليه المياه المالحة، الذي يقوم بتطوير واكتشاف تقنيات وأساليب جديدة بغرض تقليل تكلفة المنتج والمحافظة على البيئة، وقد حصلت الهيئة من خلال الابتكار والتميز التشغيلي على عدد من براءات الاختراع.

## لمحة تاريخية
تقع المملكة العربية السعودية في منطقة جغرافية تفتقر إلى المياه العذبة، ولم تحظى بمصادر طبيعية كالينابيع والأنهار والبحيرات مع ندرة الأمطار أو انعدامها في بعض المناطق، وتقتصر المصادر الطبيعية في المملكة على بعض الآبار وتجمعات مياه الأمطار والسيول والتي لم تكن كافية لسد الاحتياجات الضرورية على مر العصور. ونتيجة للتطور الهائل والتقدم الحضاري والاقتصادي والصناعي وزيادة عدد السكان، فقد ازداد الطلب على المياه الصالحة للشرب بدرجة تفوق بكثير تلك المتوفرة من المصادر الطبيعية مما جعل الأنظار تتجه إلى تحلية مياه البحر خاصة وأن المملكة قد حباها الله بساحلين هما ساحل البحر الأحمر وساحل الخليج العربي وقد بدأت فكرة تحلية المياه المالحة في المملكة عندما وجه موحد البلاد الملك عبد العزيز بن عبد الرحمن الفيصل آل سعود عام 1348هـ، بإنشاء جهازي تكثيف لتقطير مياه البحر، أطلق عليهما فيما بعد اسم «الكنداسة» حيث قامت هذه الأجهزة بالمساعدة في تأمين احتياجات قوافل الحجيج والمعتمرين ومدينة جدة من مياه الشرب، وفي عام 1385هـ تم إحداث مكتب بوزارة الزراعة والمياه لدراسة الجدوى الاقتصادية والخطوات التمهيدية لإنشاء محطات التحلية، وتم في عام 1389 هـ تشغيل (المرحلة الأولى) لمحطتي الوجه وضباء، وفي عام 1390 هـ تم تشغيل محطة جدة المرحلة الأولى، ثم صدر المرسوم الملكي رقم م/49 في 20 شعبان عام 1394هـ (المؤسسة العامة لتحلية المياه المالحة) كمؤسسة عامة مستقلة، وتم تشغيل محطة الخفجي (المرحلة الأولى)
وافق مجلس الوزراء في جلسته المنعقدة في 28 شوال 1445 هـ الموافق 07 مايو 2024م برئاسة خادم الحرمين الشريفين الملك سلمان بن عبدالعزيز آل سعود على تحويل المؤسسة العامة لتحلية المياه المالحة إلى هيئة بمسمى (الهيئة السعودية للمياه) واعتماد الترتيبات التنظيمية لها. وذلك بهدف تعزيز واستدامة الأمن المائي للمملكة، من خلال دعم جهود الهيئة السعودية للمياه وتمكينها من تنظيم الأعمال والخدمات المتعلقة بأنشطة المياه والرقابة عليها وتطوير أساليبها؛ بما يُسهم في تعزيز الاستدامة وتحقيق أهداف الاستراتيجية الوطنية للمياه ، وفقًا لتطلعات رؤية السعودية 2030، من خلال الإشراف على منظومة المياه.
ووفقًا للتنظيم الجديد فإن الهيئة السعودية للمياه تضطلع بأدوار استراتيجية تتمثل في وضع وتطوير السياسات والخطط والبرامج والمبادرات ذات الصلة بقطاع المياه، والضوابط والاشتراطات اللازمة، لما تصدره من تراخيص ذات صلة بالأنشطة المرتبطة بمجالات اختصاصها، فضلاً عن تطوير وتوحيد المعايير الفنية والهندسية المتعلقة بالأنشطة المرتبطة بمجالات المياه، والتحقق من مواءمتها مع معايير وسياسات المحتوى المحلي والاستدامة.
كما تقوم الهيئة بإدارة عملية تخطيط سلسة إمداد المياه في المملكة، ورفع التقارير والتوصيات والحلول الاستراتيجية والفنية للأداء العام لقطاع المياه، وتوطين الصناعة والخدمات المتصلة بالأنشطة المرتبطة بالقطاع ورفع نسبة المحتوى المحلي فيها.

## رؤية المؤسسة
الريادة والتميز عالمياً في صناعة تحلية المياه.

## رسالة المؤسسة
تلبية احتياجات عملائنا من المياه المحلاة بكفاءة وموثوقية وبأقل تكلفة ممكنة وأعلى مردود اقتصادي والاستثمار الفعال في مواردنا البشرية وتحفيزها وتطوير صناعة التحلية والمساهمة في التنمية الاقتصادية والاجتماعية والالتزام بمعايير السلامة والبيئة.

## الغايات الاستراتيجية
1. خدمة العملاء - تلبية احتياجات عملائنا من مياه البحر المحلاة وتأمين خدماتنا بأعلى جودة وموثوقية.
2. الاستدامة المالية - تحقيق أعلى مردود اقتصادي من خلال زيادة العائدات وتخفيض التكاليف.
3. فعالية التشغيل - تحقيق الكفاءة والفعالية في المنتج والعمليات.
4. الموارد البشرية - تنمية وتطوير الموارد البشرية وتحفيزها وبناء الكفاءات الوطنية في مناخ تسوده العدالة وروح الفريق الواحد مع الشعور بالمسؤولية والانتماء.
5. التنمية الاقتصادية - المشاركة الفعالة في تطوير وتوطين صناعة التحلية.
6. استدامة الأمن والسلامة - الالتزام بأفضل ممارسات الأمن والسلامة.
7. الاستدامة البيئية - الالتزام بتطبيق قواعد وأنظمة البيئة.

## منظومات المؤسسة
| المحطة               | المرحلة                  | السعة المائية المركبة | القدرة المركبة بالطاقة | تاريخ بداية التشغيل |
| المحطة               | المرحلة                  | (متر مكعب/يوم)        | (ميقا واط)             | تاريخ بداية التشغيل |
| الجبيل               | الجبيل 1                 | 137,729               | 360                    | 1982                |
| الجبيل               | الجبيل 2                 | 947,890               | 1,225                  | 1983                |
| الجبيل               | الجبيل (تناضح عكسي)      | 90,909                | -                      | 2000                |
| الخبر                | الخبر 2                  | 223,000               | 710                    | 1983                |
| الخبر                | الخبر 3                  | 280,000               | 440                    | 2000                |
| الخبر                | الخبر (تناضح عكسي 1)     | 210,000               | -                      | 2020                |
| رأس الخير            | رأس الخير (تناضح عكسي)   | 310,656               | -                      | 2014                |
| رأس الخير            | رأس الخير MSF            | 740,656               | 2,650                  | 2015                |
| الخفجي               | الخفجي (تناضح عكسي)      | 60,000                | -                      | 2018                |
| جدة                  | جدة (تناضح عكسي 1)       | 56,800                | -                      | 1989                |
| جدة                  | جدة (تناضح عكسي 2)       | 56,800                | -                      | 1994                |
| جدة                  | جدة (تناضح عكسي 3)       | 240,000               | -                      | 2013                |
| شعيبة                | شعيبة 1                  | 223,000               | 263                    | 1989                |
| شعيبة                | شعيبة 2                  | 455,000               | 520                    | 2001                |
| شعيبة                | شعيبة MED                | 91,200                | -                      | 2018                |
| شعيبة                | شعيبة 4 (تناضح عكسي)     | 400,000               | -                      | 2020                |
| ينبع                 | ينبع 2                   | 143,808               | 163                    | 1998                |
| ينبع                 | ينبع 3                   | 566,160               | 3,135                  | 2017                |
| ينبع                 | ينبع (تناضح عكسي)        | 127,800               | -                      | 1998                |
| ينبع                 | ينبع المحطة المتنقلة     | 30,000                | -                      | 2018                |
| الشقيق               | الشقيق                   | 97,014                | 108                    | 1989                |
| الشقيق               | الشقيق (تناضح عكسي)      | 42,500                | -                      | 2020                |
| المحطات الصغيرة      | حقل (تناضح عكسي 3)       | 17,000                | -                      | 2020                |
| المحطات الصغيرة      | ضباء (تناضح عكسي 4)      | 17,000                | -                      | 2020                |
| المحطات الصغيرة      | ضباء (نيوم)              | 125,000               | -                      | 2020                |
| المحطات الصغيرة      | الوجه 4 (تناضح عكسي 4)   | 25,500                | -                      | 2020                |
| المحطات الصغيرة      | أملج 4 (تناضح عكسي 4)    | 25,500                | -                      | 2020                |
| المحطات الصغيرة      | رابغ 2 (MED 2)           | 18,000                | -                      | 2009                |
| المحطات الصغيرة      | العزيزية (MED)           | 4,500                 | -                      | 1987                |
| المحطات الصغيرة      | فرسان 3 (تناضح عكسي 3)   | 17,000                | -                      | 2020                |
| المحطات الصغيرة      | القنفذه 2 (تناضح عكسي 2) | 51,000                | -                      | 2020                |
| المحطات الصغيرة      | الليث 2 (تناضح عكسي 2)   | 42,500                | -                      | 2020                |
| إجمالي انتاج المؤسسة |                          | 5,942,112             | 9,439                  |                     |

## تقنيات التحلية
تعمل معظم منظومات «التحلية» بتقنيات صديقة للبيئة (تناضح عكسي - Reverse Osmosis) وتتجه نحو الاستغناء عن كافة التقنيات الحرارية بحلول 2030.

## الأهداف
وفيما يلي بعض أهداف المؤسسة التي تسعى لتحقيقها مثل
1. إنتاج الماء
2. إنتاج الكهرباء
3. نقل المياه
4. العمل على أسس تجارية

### إنتاج الماء
تواصل المؤسسة العامة لتحلية المياه المالحة جهودها في سبيل توفير المياه المُحلاة من البحر من محطاتها العاملة والبالغة (32) محط ة في المملكة والمنتشرة على الساحلين الشرقي والغربي منها (9) محطات على ساحل الخليج العربي و (24) محطة على طول ساحل البحر الأحمر
في هذا العام استطاعت المؤسسة – بتوفيق الله- ثم بهمة أبنائها العاملين من زيادة كميات المياه المصدرة بنسبة (6.3%) عن العام الماضي فقد بلغت كمية المياه المحلاة المصدرة خلال عام 1432/1433هـ (885.9) مليون متر مكعب وتم تصدير (487.6) مليون متر مكعب من محطات الساحل الشرقي وبنسبة (55%) من إجمالي تصدير المؤسسة، و (398.3) مليون متر مكعب من محطات الساحل الغربي وبنسبة (45%)

### الطاقة الكهربائية
بالموازاة مع جهود المؤسسة العامة لتحلية المياه المالحة لإنتاج المياه المحلاة فإن المؤسسة تواصل توليد الطاقة الكهربائية من خلال محطاتها (ثنائية الغرض) التي تولد الطاقة الكهربائية بجانب إنتاج المياه، وتعمل هذه المحطات بطريقة التبخير الوميضي متعدد المراحل، حيث يستخدم جزء من الطاقة الكهربائية لتشغيل مرافق المحطة وما تبقى من التوليد يتم تصديره إلى الشركة السعودية للكهرباء.

### نقل المياه
سعيا من المؤسسة إلى إيصال المياه من محطاتها إلى العديد من محافظات ومدن المملكة الشاسعة المترامية الأطراف، ونظرا للحاجة الملحة والمستمرة للمياه وتزايد أعداد السكان وحرصا من المؤسسة على تلبية احتياجات هذه المدن من المياه بشكل دائم ومستمر، قامت المؤسسة بتنفيذ عدد من مشاريع أنظمة نقل المياه بلغت (18) نظاما لنقل المياه المحلاة عبر شبكة كبيرة من خطوط الانابيب يبلغ أطوالها حوالي 3459 كيلو متر بأقطار تتراوح مابين 200- 2000 ملم ولضمان استمرارية تدفق المياه عبر الأنابيب بمعدلات ثابتة ومستمرة على الرغم من المسافات الطويلة لهذه الخطوط واختلاف التضاريس ووعورتها في بعض الأحيان أقامت المؤسسة على شبكة خطوط أنابيبها 29 محطة لضخ المياه إلى خزانات المؤسسة والبالغ عددها 181 خزانا سعتها الاستيعابية من المياه أكثر من (9.473,850) مترا مكعبا، بالإضافة إلى 17 محطة لخلط المياه المحلاة بالمياه الجوفية (5) محطات طرفية.

### العمل على أسس تجارية
في عام 2011 م بدأت المؤسسة التشغيل التجاري لمركز التدريب التابع لها والذي تحول فيما بعد ليكون الأكاديمية السعودية للمياه، وقدمت المؤسسة خدمات التدريب والتأهيل للجهات والأفراد على أسس تجارية.
وفي عام 2020 أنشأت المؤسسة إدارة متخصصة للاستثمار وتطوير الأعمال التجارية لتوسيع نطاق خدماتها التجارية المقدمة للجهات لتشمل:
1. خدمات إمداد المياه والطاقة
2. خدمات الدراسات الأولية والتصاميم والإشراف الهندسي لمشاريع محطات التحلية وخطوط الأنابيب
3. خدمات الاستشارات البحثية والتحاليل بمعهد الأبحاث وتقنيات المياه
4. خدمات التدريب بالأكاديمية السعودية للمياه
5. خدمات التشغيل والصيانة، وصيانة المعدات
6. خدمات المختبرات والتحاليل
7. منظومة الإنتاج المتنقلة

ويأتي هذا التحول لتحقيق أهداف المؤسسة الاستراتيجية فيما يخدم التنمية الاقتصادية للمملكة ورؤية المملكة 2030.

## مشاريع قيد الإنشاء

### 1. منظومات إنتاج المياه قيد الإنشاء
| الرقم | اسم المشروع                                            | السعة التصميمية م3/يوم | التقنية المستخدمة | موقع المشروع |
| 1     | منظومة إنتاج الجبيل بالتناضج العكسي "المرحلة الثانية"  | 400,000.00             | التناضح العكسي    | الجبيل       |
| 2     | منظومة إنتاج الخبر بالتناضح العكسي "المرحلة الثانية"   | 630,000.00             | التناضح العكسي    | الخبر        |
| 3     | منظومة إنتاج الجبيل بالتناضج العكسي "المرحلة الثالثة"  | 1,000,000              | التناضح العكسي    | الجبيل       |
| 4     | منظومة إنتاج الشعيبة بالتناضح العكسي "المرحلة الخامسة" | 600,000                | التناضح العكسي    | الشعيبة      |
| 5     | منظومة إنتاج الشقيق بالتناضح العكسي المرحلة الرابعة    | 400,000                | التناضح العكسي    | الشقيق       |

### 2. أنظمة نقل المياه قيد الإنشاء
| رقم | اسم المشروع                                                                        | طول الخط (كم) | سعة الخط (متر مكعب في اليوم) | عدد الخزانات | السعة الكاملة للخزانات (متر مكعب) | المناطق المستفيدة                           |
| 1   | خط أنابيب نقل المياه إلى خزانات شمال جدة                                           | 23            | 560,000                      | 2            | 340,000                           | مكة المكرمة                                 |
| 2   | نظام نقل مياه عرفات – الطائف                                                       | 46            | 176,400                      | //           | //                                | مكة المكرمة - الطائف                        |
| 3   | خط تغذية مدينة الملك سلمان للطاقة                                                  | 59            | 50,000                       | 2            | 30,000                            | المنطقة الشرقية – مدينة الملك سلمان للطاقة  |
| 4   | نظام نقل وتخزين المياه بالفطيحة بجازان                                             | 2             | 6                            | 1            | 170,000                           | جازان                                       |
| 5   | إنشاء خط أنابيب الجبيل –مدن المنطقة الشرقية المرحلة الثالثة                        | 108           | 900,000                      | 6            | 730,000                           | المنطقة الشرقية                             |
| 6   | نظام نقل مياه الجبيل -الرياض (المرحلة الثالثة)                                     | 816           | 1,200,000                    | 14           | 2,380,000                         | الرياض                                      |
| 7   | توريد وتنفيذ نظام نقل المياه الخبر إلى الدمام / حي الجامعة                         | 27            | 600,000                      | 5            | 710,000                           | المنطقة الشرقية                             |
| 8   | خط تغذية مدينة الملك خالد العسكرية                                                 | 86            | 45,789                       | 5            | 126,000                           | المنطقة الشرقية – مدينة الملك خالد العسكرية |
| 9   | تنفيذ أنظمة نقل مياه المحطات الصغيرة الجديدة                                       | 20            | 181,000                      | 11           | 309,000                           | مكة المكرمة – تبوك - جازان                  |
| 10  | خط التغذية الجديد لمحافظة القنفذة                                                  | 17            | 75,000                       | 5            | 135,000                           | مكة المكرمة                                 |
| 11  | نظام نقل مياه رابغ - جدة –مكة المكرمة                                              | 684           | 1,220,000                    | 47           | 1,824,500                         | مكة المكرمة                                 |
| 12  | أنظمة نقل مياه الشقيق المرحلة الثالثة                                              | 487           | 550,000                      | 24           | 1,058,000                         | عسير - جازان                                |
| 13  | تنفيذ محطة الضخ وتمديد أنابيب نظام نقل المياه من حقل الطفيح إلى خزانات محطة الجبيل | 38            | 110,000                      | 1            | 60,000                            | المنطقة الشرقية                             |
| 14  | نظام نقل مياه الطائف - تربة - رنية – الخرمة                                        | 109           | 156,248                      | 4            | 66,500                            | مكة المكرمة - الباحة                        |
| 15  | نظام نقل مياه ينبع – المدينة المرحلة الرابعة                                       | 234           | 550,000                      | 12           | 1,720,000                         | المدينة المنورة                             |
| 16  | نظام نقل مياه خط تغذية أبها الحضرية                                                | 57            | 375,000                      | //           | //                                | عسير                                        |

## مشاريع مستقبلية - مخطط تنفيذها

### 1. انظمة إنتاج المياه (المحطات)
| رقم | اسم المشروع                   | السعة التصميمية م3/يوم |
| 1   | محطة الميجا طن                | 10,000                 |
| 2   | مشروع إنشاء محطة تنقية سد حلي | 100,000                |

### 2. انظمة نقل المياه
| رقم | اسم المشروع                                                                               | السعة التصميمية (متر مكعب باليوم) |
| 1   | نظام نقل الخبر الاحساء                                                                    | 500,000                           |
| 2   | خطوط الامداد والتوزيع للخزانات الاستراتيجية في مكة المكرمة                                | 2,400,000                         |
| 3   | نظام نقل مياه أبها-الحضري - المرحلة الثانية                                               | 500,000                           |
| 4   | نظام نقل الشعيبة - القويزة المرحلة (ب)                                                    | 620,000                           |
| 5   | تنفيذ أنظمة نقل مياه المحطات الصغيرة الجديدة (حقل، ضباء، الوجه، الليث، فرسان). المجموعة 2 | 181,000                           |
| 6   | مشروع نظام نقل مياه عردة المرحلة الثانية                                                  | 80,000                            |
| 7   | نظام نقل مياه القوز                                                                       | 22,000                            |
| 8   | نظام نقل مياه سد حلي                                                                      | 241,000                           |
| 9   | مشاريع استكمال منظومة النقل في عسير                                                       | 100,000                           |
| 10  | ** اعادة اعمار خط الجبيل – الرياض A,B                                                     | 830,400                           |
| 11  | نظام نقل وادي قديد                                                                        | 5,000                             |
| 12  | نظام نقل الخمرة قويزة                                                                     | 200,000                           |
| 13  | الخطوط الجديدة لتغذية مدينة الرياض 2                                                      | 1,500,000                         |
| 14  | نظام نقل مياه حسوه                                                                        | 15,000                            |
| 15  | تنفيذ أنظمة نقل مياه المحطات الصغيرة الجديدة (حقل، ضباء، الوجه، الليث، فرسان). المجموعة 3 | 161,000                           |

## أرقام قياسية
حصلت المؤسسة على شهادة جينيس للأرقام القياسية كأعلى إنتاج للمياه المحلاة في العالم (5,9) مليون متر مكعب، بالإضافة إلى تحقيق المؤسسة انجاز عالمي يتمثل بالحصول على الرقم القياسي 2.27 ك.وات\م3  في استهلاك الطاقة في عمليات تحلية المياه. وتسعى المؤسسة إلى تطوير قدرتها الإنتاجية وذلك بتعظيم الاستفادة من التقنيات الحديثة لتحلية المياه المالحة بالاعتماد على تقنية التناضح العكسي بمحطاتها المستقبلية، وتطبيق براءات الاختراع والتجارب البحثية لمعهد الأبحاث والابتكار وتقنيات التحلية التابع للمؤسسة والتي ستساهم بشكل رئيسي في تحقيق أهدافها الاستراتيجية وعلى رأسها زيادة الكفاءة والإنتاج وخفض التكاليف.
وفي فبراير 2024 حصلت المؤسسة على تسعة أرقام قياسية جديدة في موسوعة "غينيس" العالمية، معززة مكانتها الريادية كأكبر منتج للمياه المحلاة في العالم.

## محطات تاريخية
- 1905-1325
  - إنشاء وحدة تكثيف لتقطير بخار الماء من إحدى السفن المتحطمة ونصبت على شاطئ جدة وسميت (الكنداسة) اشتقاقا من اسمها اللاتيني (condenser) وتعني المكثف.
- 1926-1346
  - أمر الملك عبد العزيز بن عبد الرحمن آل سعود باستيراد آلتين كبيرتين لتقطير مياه البحر لتأمين احتياجات الحجاج والمعتمرين من المياه بالإضافة إلى تزويد سكان مدينة جدة بالمياه.
- 1942-1362
  - عمل أول دراسة بحثية لمصادر وموارد المملكة من المياه.
- 1965-1385
  - إنشاء إدارة عامة لتحلية المياه المالحة وذلك بوزارة الزراعة والمياه بجدة حيث أُسندت مهام هذه الإدارة للأمير محمد الفيصل.
- 1969-1389
  - تشغيل (المرحلة الأولى) لمحطتي الوجه وضباء.
- 1970-1390
  - تشغيل محطة جدة (المرحلة الأولى).
- 1972-1392
  - تحويل الإدارة العامة لتحلية المياه إلى وكالة بوزارة الزراعة والمياه تحت مسمى وكالة الوزارة لشؤون تحلية المياه المالحة بوزارة الزراعة والمياه.
- 1973-1393
  - تشغيل محطة الخبر (المرحلة الأولى).
  - تشغيل نظام نقل مياه مدن المنطقة الشرقية (المرحلة الأولى).
- 1974-1394
  - صدور المرسوم الملكي رقم (م/49) في 20 شعبان (1394هـ) بإنشاء (المؤسسة العامة لتحلية المياه المالحة) كمؤسسة عامة مستقلة.
  - تشغيل محطة الخفجي (المرحلة الأولى).
- 1975-1395
  - تشغيل محطة آملج (المرحلة الأولى).
- 1978-1398
  - تشغيل محطات جدة (المرحلة الثانية) وجدة بالتناضح العكسي.
  - تشغيل محطة الخفجي (وحدات سريعة) وتولت المؤسسة مسئولية تشغيل وصيانة مشاريعها ذاتياً.
- 1979-1399
  - تشغيل محطات الوجه وضباء (المرحلة الثانية).
  - تشغيل محطة فرسان (المرحلة الأولى).
  - تشغيل محطة جدة (المرحلة الثالثة).
  - تشغيل محطة حقل (المرحلة الأولى).
- 1981-1401
  - تشغيل محطات ينبع (المرحلة الأولى).
  - تشغيل محطة جدة (المرحلة الرابعة).
  - تشغيل محطة أملج (وحدات سريعة).
  - تشغيل نظام نقل مياه ينبع – المدينة المنورة (المرحلة الأولى).
- 1982-1402
  - تشغيل محطة الجبيل (المرحلة الأولى).
  - تشغيل محطة رابغ (المرحلة الأولى).
  - تشغيل نظام نقل المياه إلى الهيئة الملكية والقاعدة البحرية ومدينة الجبيل.
  - افتتاح مركز التدريب بالجبيل، وبدء أولى دوراته.
- 1983-1403
  - تشغيل محطة البرك (المرحلة الأولى).
  - تشغيل المرحلة (الثانية) لمحطتي الجبيل والخبر، والخفجي (وحدات سريعة).
  - تشغيل نظام نقل المياه إلى الرياض (أ، ب)، وخطوط تغذية مدينة الرياض.
  - تشغيل نظام نقل المياه إلى مدن المنطقة الشرقية (المرحلة الثانية).
- 1986-1406
  - تشغيل (التوسعة الأولى) لمحطة الوجه.
  - تشغيل (المرحلة الثانية) لمحطتي الخفجي وأملج.
  - تشغيل نظام نقل المياه إلى مدنية الخفجي.
- 1987-1407
  - تشغيل (المرحلة الأولى) لمحطة العزيزية.
  - افتتاح مركز الأبحاث والتطوير في الجبيل.
- 1989-1409
  - تشغيل محطات ضباء (المرحلة الثالثة).
  - تشغيل محطة الوجه (التوسعة الثانية).
  - تشغيل جدة بالتناضح العكسي (المرحلة الأولى).
  - تشغيل محطة الشعيبة (المرحلة الأولى).
  - تشغيل محطة الشقيق (المرحلة الأولى).
  - تشغيل (المرحلة الأولى) لنظام نقل المياه إلى مكة المكرمة والطائف ونظام نقل المياه إلى عسير.
- 1990-1410
  - تشغيل (المرحلة الثانية)، لمحطة حقل.
  - تشغيل (التوسعة الأولى) لمحطة فرسان.
- 1993-1413
  - تشغيل محطة الوجه (التوسعة الثالثة).
- 1994-1414
  - تشغيل محطة جدة بالتناضح العكسي (المرحلة الثانية)، تشغيل التوسعة الأولى لمحطة رابغ.
- 2000-1420
  - تشغيل محطتي ينبع (المرحلة الثانية) بالتبخير الوميضي + تناضح عكسي.
  - تشغيل نظام نقل مياه ينبع – المدينة المنورة (المرحلة الثانية).
- 2002-1422
  - تشغيل محطة الخبر (المرحلة الثالثة).
  - تشغيل محطة الجبيل بالتناضح العكسي.
  - تشغيل محطة الشعيبة (المرحلة الثانية).
- 2003-1423
  - تشغيل نظام نقل المياه المحلاة إلى مكة المكرمة وجدة والطائف (المرحلة الثانية).
  - صدور قرار المجلس الاقتصادي الأعلى رقم (5/23) وتاريخ (23/3/1423هـ) الذي يحدد الأسس والمعايير لمشاركة القطاع الخاص في إنشاء مشاريع لتحلية المياه المالحة.
- 2004-1425
  - تشغيل نظام نقل المياه من محطة الخبر إلى الأحساء وبقيق.
- 2008-1429
  - صدرت موافقة خادم الحرمين الشريفين الملك عبد الله بن عبد العزيز رئيس المجلس الاقتصادي الأعلى على البرنامج التنفيذي لتخصيص المؤسسة العامة لتحلية المياه المالحة بالقرار رقم (2/29) وتاريخ (29/6/1429هـ) الموافق (3/7/2008م)، كما تم تشغيل (المرحلة الأولى) لمحطة القنفذة ونظام نقل المياه.
- 2009-1430
  - تشغيل (المرحلة الثالثة) لمحطات الشعيبة الوجه، وأملج.
  - تشغيل (المرحلة الثانية) لمحطتي رابغ وفرسان.
  - تشغيل (المرحلة الأولى) لمحطة الليث.
  - تشغيل أنظمة نقل المياه لمحطات رابع والليث وفرسان.
- 2010-1431
  - تشغيل محطة الشقيق (المرحلة الثانية).
  - الإعلان عن مبادرة الملك عبد الله لتحلية المياه بالطاقة الشمسية.
- 2011-1432
  - تشغيل نظام نقل المياه إلى مدن المنطقة الشرقية (المرحلة الثالثة).
  - تغيير مسمى مركز الأبحاث بالجبيل إلى معهد الأبحاث وتقنيات التحلية.
- 2012-1434
  - تدشين وحدة التحلية متعددة التأثير (أم أي دي) بمحطات تحلية ينبع.
- 2013-1434
  - تشغيل محطة جدة (3) بالتناضح العكسي (RO).
- 2014-1435
  - تشغيل محطة رأس الخير (المرحلة الأولى).
  - تشغيل نظام نقل الشقيق (المرحلة الثانية) ونظام نقل مياه من محطة التحلية بالليث إلى القرى المستفيدة.
- 2015-1436
  - تشغيل محطة رأس الخير بالتبخير الوميضي متعدد الإنتاج (MSF) لإنتاج المياه والكهرباء
  - تشغيل مشروع تصنيع وتوريد أنابيب نظام نقل مياه ينبع المدينة المنورة (المرحلة الثالثة).
  - تشغيل نظام نقل مياه رأس الخير-حفر الباطن.
- 2016-1437
  - إنشاء محطة رأس الخير لتحلية المياه والطاقة الكهربائية.
  - تشغيل نظام نقل مياه الطائف-الباحة.
  - إنشاء خزاني التوازن في مركز مربة بسعة (30000) متر مكعب لكل خزان.
- 2017-1438
  - إنشاء الخزانات الإستراتيجية في مدينة أبها.
  - تشغيل محطة تحلية ينبع المرحلة الثالثة.
- 2018-1439
  - تشغيل محطة الخفجي (RO) المرحلة الثانية.
  - تشغيل محطة ينبع (المتنقلة).
  - قام الأمير محمد بن سلمان بن عبد العزيز ولي العهد بزيارة لمحطة تحلية جدة، بمناسبة زيادة في الإنتاج من 3.5 مليون متر مكعب إلى 5 ملايين متر مكعب خلال العامين الماضيين دون زيادة في التكاليف.
  - ترسية محطة تحلية الشعيبة (المرحلة الرابعة MED) بالتناضح العكسي، ونظام نقل مياه الشعيبة منى (ب)، ونظام نقل مياه (تربة-رنية-الخرمة) الطائف ونظام نقل مياه عرفات-الطائف، كما تم إنشاء خزانات مكة والطائف الإستراتيجية بالإضافة إلى ترسية وحدة التحلية بمحطة الشعيبة.
  - تدشين مركز الإسناد، الذي يعنى بمنظومة المياه من إنتاج ونقل وتخزين وتوزيع.
  - كرم الشيخ حامد بن زايد آل نهيان محافظ المؤسسة بمناسبة فوز مركز التدريب التابع للمؤسسة بجائزة الشيخ خليفة للامتياز -الفئة الفضية- في الدورة السادسة عشرة للعام 2017-2018م.
- 2019-1440
  - حصلت المؤسسة على الشهادة المقدمة من موسوعة غينيس للأرقام القياسية التي تُصادق على تميز «التحلية» بوصفها أكبر منشأة منتجة لمياه البحر المحلاة في العالم بحجم إنتاج بلغ خمسة ملايين متر مكعب في اليوم الواحد.
  - حصدت محطة الجبيل لتحلية المياه المالحة شهادة أكبر إنتاج لمحطة في العالم بلغ (1,4) مليون متر مكعب من المياه المحلاة يومياً.
  - تنفيذ خط لربط شبكة وخزانات الأحساء مع خطي الرياض (A,B) بسعة 100 ألف م3/يوم ضمن برنامج تحسين مياه الشرقية.
  - تشغيل خط نقل مياه ضباء الخاص بنيوم بسعة نقل 50 ألف م3/يوم.
  - تشغيل جميع وحدات التناضح العكسي المرحلة الأولى ضباء (نيوم) بطاقة 50 ألف م3/يوم.
  - تنفيذ وتشغيل مشروع نظام نقل مياه الشعيبة - منى (ب) بمكة المكرمة بسعة 577,342 م3/يوم.
  - تنفيذ وتشغيل مشروع خطوط التغذية الجديدة لمدينة الرياض بسعة 1,449,000 م3/يوم.
- 2020-1441
  - تشغيل محطة الشعيبة بالتناضح العكسي المرحلة الرابعة (RO) بكامل السعة التصميمية 400 ألف م3/يوم.
  - الوصول إلى 1,030 ميغا فولت أمبير من إنتاج الطاقة الكهربائية بمشروع إنشاء محطة ينبع لتحلية وتوليد الطاقة الكهربائية المرحلة الثالثة (مشروع الطاقة بسعة تصميمية 3,300 ميغا فولت أمبير.
  - توسعة محطة تحلية الشقيق بالتناضح العكسي بمشروع إنشاء المحطات الصغيرة على الساحل الغربي بكامل السعة التصميمية 42,500 م3/يوم.
  - تنفيذ وتشغيل نظام نقل المياه من محطات تنقية سد وادي بيش إلى الخزانات الرئيسية بمحطة تحلية الشقيق بسعة تصميمية 150 ألف م3/يوم.
  - تنفيذ وتعبئة الخزان الأول بموقع الطائف بمشروع إنشاء الخزانات الإستراتيجية بمكة والطائف بسعة تخزينية 170 ألف م3. علماً بان السعة التصميمية لموقع الطائف تبلغ 1,530,000 م3.
  - التشغيل التجريبي وبدء الإنتاج لوحدتين من أصل 3 وحدات بمحطة أملج (تناضح عكسي) بمشروع إنشاء المحطات الصغيرة على الساحل الغربي بسعة 8,500 م3/يوم. وصولاً للسعة التصميمية 25,500 م3/يوم.
  - تشغيل محطة تحلية المياه ضباء نيوم (RO) تناضح عكسي.
  - التشغيل التجريبي وبدء الإنتاج للوحدة الأولى من أصل 3 بمحطة ضباء (تناضح عكسي) بمشروع إنشاء المحطات الصغيرة على الساحل الغربي بسعة 8,500 م3/يوم، وصولاً إلى السعة التصميمية 25,500 م3/يوم.
  - التشغيل التجريبي وبدء الإنتاج لمحطة الخبر المرحلة الأولى بالتناضح العكسي بسعة 19 ألف م3/يوم، وبسعة تصميمية 210 ألف م3/يوم، والانتهاء من تنفيذ خزانين بسعة 50 ألف م3/يوم لكل خزان لتغذية شركة المياه الوطنية.
  - تدشين نفق عبر جبال السروات بمشروع تنفيذ نظام نقل مياه عرفات - الطائف بطول 12 كلم في مدة 559 يوم عمل وبقطر 8,4 متر، وهو أكبر نفق لنقل المياه المحلاة بسعة تصميمية تبلغ 176,400 م3/يوم.
  - نظام نقل وتخزين المياه بالفطيحة (جازان) بسعة تصميمية 140 ألف م3.
  - تنفيذ محطة الضخ وتمديد أنابيب نظام نقل المياه من حقل الطفيح إلى خزانات محطة الجبيل بسعة تصميمية 110 ألف م3/يوم.
  - خط التحلية الجديدة لمحافظة القنفذة بسعة تصميمية 75 ألف م3/يوم.
  - تنفيذ أنظمة نقل مياه المحطات الصغيرة الجديدة (حقل، ضباء، الوجه، الليث، فرسان) بسعة تصميمية 181 ألف م3/يوم.
  - إنشاء خط أنابيب الجبيل - مدن المنطقة الشرقية المرحلة الثالثة - بسعة تصميمية 900 ألف م3/يوم.
  - توريد وتنفيذ نظام نقل المياه الخبر إلى الدمام/ حي الجامعة بسعة تصميمية 600 ألف م3/يوم.
- 2021-1442
  - تشغيل مشروع نظام نقل مياه (رابغ – جدة – مكة المكرمة) بسعه بنحو 1.2 مليون متر مكعب من المياه المحلاة يوميًا.[12]
  - تشغيل نظام نقل مياه عرفات – الطائف بسعة تصميمية تبلغ 176,400 م3/يوم.[13]
- 2022-1443
  - بدء تشغيل 3 محطات عائمة لتحلية المياه بسعة إجمالية 150 ألف متر مكعب يوميًّا.[14]